# マスデストラクション (TVゲーム)
『マスデストラクション』（Mass Destruction）とは、イギリスのNMS Software Ltd.が1997年に開発しASC GamesとBMG InteractiveからプレイステーションとセガサターンとMS-DOSにて発売されていたアクションシューティングゲームである。日本国内ではBMGジャパンからセガサターン版が1997年11月20日に『マスデストラクション〜お父さんにもできるソフト〜』の題名で発売された。

## 概要
見下ろし型の戦車を題材にした3Dアクションシューティングゲームで、プレイヤーは3つのタイプの戦車を操り、敵軍及び基地を破壊しミッションを遂行してステージをクリアしていく。ミッションの数は全24種類。3種類の戦車は装甲の耐久力と移動スピードがそれぞれ異なる。戦車の武器はアイテムによってパワーアップが可能。浸水するとゲームオーバーになる。
欧州版のリリースに合わせて当初は『Tank』と言うタイトルを考えていたが、『マスデストラクション（Mass Destruction）』のタイトルのままで発売された。
日本版はセガサターン版が『〜お父さんにもできるソフト〜』の題名を付けて発売されたがパッケージ表が木が一本立っているゲーム本編とは関係ないシュールなパッケージであった。また国内リリース当初はプレイステーション版も日本で発売予定であったが、プレイステーション版の発売はキャンセルされた。